# Adrianna Nicole
Pour les articles homonymes, voir Nicole.
Adrianna Nicole, née le 25 mars 1977 à San Francisco, Californie, est une actrice de films pornographiques américaine.

## Biographie
Adrianna Nicole a deux sœurs. Son premier travail était baby-sitter, puis elle a travaillé dans un magasin de vente en détail. Elle y rencontre l'actrice X Nina Hartley et son mari Ernest Greene qui l'introduit dans l'industrie.
Nicole signe un contrat avec LA Direct Models et fait des photos pin-up S&M, en 2000 à l'âge de 23 ans, elle débute dans les films hardcore.

## Récompenses et nominations
Récompenses
- 2007 : AVN Award – Best Group Sex Scene, Video – Fashionistas Safado: The Challenge[3]
- 2011 : AVN Award - Most Outrageous Sex Scene "Fetish Fanatic 8"

Nominations
- 2008 : AVN Award  – Unsung Starlet Of The Year
- 2008 : AVN Award  – Most Outrageous Sex Scene – Upload
- 2009 : AVN Award  – Most Outrageous Sex Scene – World's Biggest Cum Eating Cuckold
- 2009 : AVN Award  – Unsung Starlet Of The Year
- 2009 : XRCO Award – Unsung Siren
- 2009 : XRCO Award  – Superslut
- 2009 : XBIZ Award  – Female Performer of the Year
- 2010 : AVN Award  – Best All-Girl Group Sex Scene – Party of Feet
- 2010 : AVN Award  – Best Group Sex Scene – Evil Anal 10
- 2011 : AVN Award  – Most Outrageous Sex Scene – Belladonna: Fetish Fanatic 8
- 2011 : AVN Award  – Best Oral Sex Scene – Fuck Face

## Filmographie succincte
Le nom du film est suivi du nom de ses partenaires lors des scènes pornographiques.
- 2004 : Pain Times Seven avec
- 2005 : 100% Natural Wonders 4 avec Nick East
- 2006 : Girls Love Girls 2 avec Annette Schwarz et Lorelei Lee
- 2007 : Nina Hartley's Guide to Sex For the Bi-Curious Woman avec Gia Paloma
- 2008 : Women Seeking Women 43 avec Dana DeArmond
- 2009 : Belladonna: No Warning 4 avec Kirra Lynne
- 2010 : Belladonna: No Warning 5 avec Ashli Orion
- 2011 : Belladonna: No Warning 6 avec Kelly Divine
- 2012 : Initiation of Anissa Kate avec Aiden Starr et Anissa Kate
- 2013 : Belladonna: No Warning 8 avec Karina White
- 2014 : Anal Day avec James Deen
- 2015 : Fucking Around in NYC avec James Deen
- 2016 : Punishments Incorporated avec Tony De Sergio
- 2017 : Whores At Home 2 avec James Deen
- 2018 : Vivid's Strap-On Sluts (compilation)